# 伊西奧洛

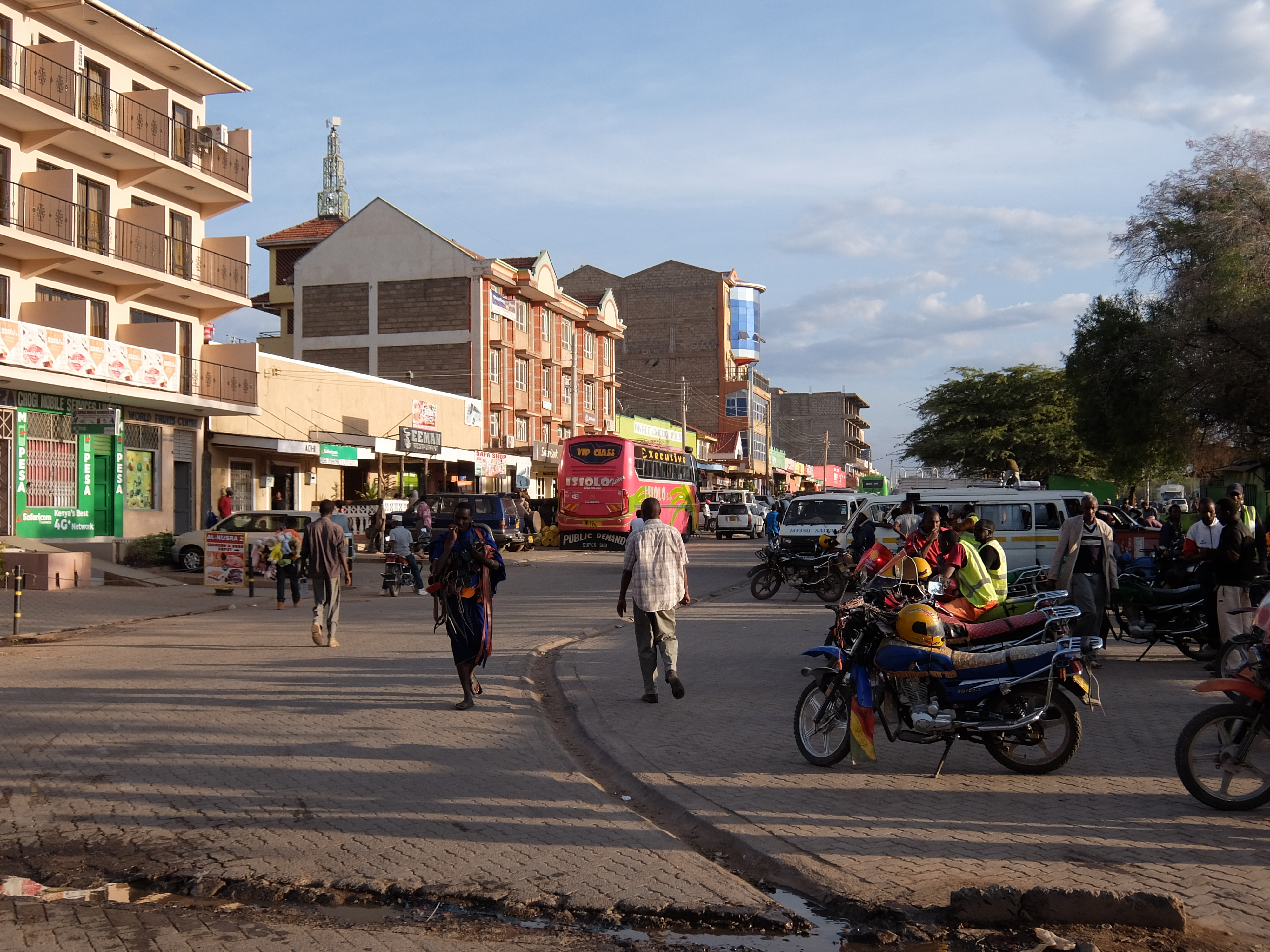
伊西奧洛

伊西奧洛是東非國家肯雅的城鎮，由東部省負責管轄，位於首都奈羅比以北約285公里，海拔高度1,145米，鎮上有學校、市集、銀行、酒店、餐廳、醫院、加油站、郵局和機場，人口28,854。

## 外部連結
- Isiolo travel guide
- Isiolo, Kenya （页面存档备份，存于）
- MSN Map[永久]

00°21′N 37°35′E / 0.350°N 37.583°E